# Onthophagus subextensus
Onthophagus subextensus é uma espécie de inseto do género Onthophagus, família Scarabaeidae, ordem Coleoptera.
Foi descrita cientificamente por Kolbe em 1895.